# Sýrový svět
Sýrový svět od českého vývojářského studia Alda Games je hrou pro mobilní telefony, tablety a internetové prohlížeče postavenou na univerzálním enginu Unity. Je dostupná pro mobilní OS Android, iOS a Windows Phone. Je zaměřená hlavně na děti a rodiny s dětmi, pro které byly vytvořeny zábavné úkoly procvičující paměť, logické myšlení, nebo postřeh a samozřejmě i jemnou motoriku při práci s dotykovým displejem.

## Příběh
Sýrový svět (v angličtině World of Cheese) sleduje putování myšáka, který musí nakrmit hladovějící myší rodinu. K tomu využije nedalekého domu, který celý prohledává a nachází s přispěním hráče kusy sýru.
Hra je rozdělena na 7 kapitol podle prostředí, respektive místnosti, ve které se odehrává. Každá kapitola má 5 úrovní s různorodými úkol, avšak vždy s jediným cílem, nalezením sýru.

## Hratelnost
V Sýrovém světě se velmi často střídají úkoly. Nejčastěji, avšak stále pouze v několika málo případech, jde o hledání rozdílů, nebo paměťové hry. Většina úkolů je však originálních a výrazně těží ze zasazení do rozmanitých místností. Tajemná půda je například dějištěm vyvolávání duchů, nebo sestavování modelu robota, zatímco v garáži je třeba opravit automobil a na zahradě zase plot.

## Přijetí
Sýrový svět byl kritiky přijat velmi nevřele, například portál Bonusweb ho ocenil 5 %. Podobná hodnocení hra sbírala i na ostatních serverech. Hodnocení hráčů je velmi podobné, na iTunes pro zařízení iPad, iPhone a iPod obdržel hodnocení 1 z 10 a na Google Play pro zařízení s OS Android pak 1,0 z 5.